# وادي يلملم
وادي يلملم بفتح الياء المثناة تحت واللامين وسكون الميم الأولى، هو أحد وديان تهامة في الجزء الغربي من المملكة العربية السعودية، ويعتبر واحداً من أهم أودية تهامة السعودية ويقع شمال محافظة الليث التابعة لمنطقة مكة المكرمة.

## نبذة
يسيل الوادي من السراة جنوب غربي الطائف على نحو ثلاثين كيلو، ويتقاسم الماء مع فروع وادي ليه من شفا بني سفيان، ثم ينساب غربا عميقا بين الجبال الصهاليج الموحشة والخالية من العمران. ترفده في هذه المسيرة أودية كبار مما يجعل سيله لا يبقى من الأرض الصالحة للزراعه الا القليل، ومع هذا لم يستصلح هذا القليل. يمر وادي يلملم بمقيات يلملم (السعدية)، على بعد 100 كيلو جنوب مكة وهي المرحلة الثانية على نظام القوافل القديم.

## الخصائص المورفومترية
يتميز الوادي بمساحته الكبيرة والتي تقدر حوالي 1600 كيلو، متوسط كثافة التصريف. يوجد مياه في أعلى الوادي طوال أيام السنة. وكذلك فإن معدل الأمطار السنوي يبلغ 200 مل وهي ضمن القيم العليا في المملكة.